# Kiril Metkov
Kiril Metkov (Bulgaars: Кирил Метков) (Sofia, 1 februari 1965) is een voormalig Bulgaars voetballer.

## Carrière
Kiril Metkov speelde tussen 1983 en 1996 voor Lokomotiv Sofia, CSKA Sofia, Gamba Osaka en Slavia Sofia.

## Bulgaars voetbalelftal
Kiril Metkov debuteerde in 1989 in het Bulgaars nationaal elftal en speelde 9 interlands.